# Vatel (película)
Vatel es una película dramática basada en la vida de François Vatel, un cocinero francés del siglo XVII. El filme estuvo dirigido por Roland Joffé y protagonizado por Gérard Depardieu, Uma Thurman y Tim Roth. La película fue nominada para un Óscar a la mejor dirección artística y fue la apertura del Festival Internacional de Cannes del año 2000.

## Trama
La historia tiene lugar en 1671. En el contexto de la Guerra Franco-Holandesa, el príncipe de Condé, quien se enfrenta con dificultades financieras, es visitado por el rey Luis XIV durante tres días de festividades en el Château de Chantilly. El príncipe desea un cargo como General del ejército y no escatima en gastos para impresionar al rey. A cargo de organizar el evento está François Vatel, Maestro de Festividades y Placeres en la corte del príncipe. Vatel es un hombre de gran honor y talento, pero de baja condición social.Mientras el príncipe está dispuesto a hacer cualquier cosa en su búsqueda de estatus, las tareas asignadas a Vatel son a menudo serviles y deshonrosas. 
Mientras Vatel intenta mantener su dignidad en medio de la extravagancia que debe orquestar, se enamora de Anne de Montausier, la última amante del rey, quien también corresponde a sus afectos. Sin embargo, debido a su incompatible posición social y la rígida jerarquía de la corte, continuar la relación es claramente imposible. En el último día de la visita del rey, Vatel se da cuenta de que no es más que una marioneta en manos de sus superiores, comprado y vendido como un bien inmueble, después de enterarse de que el Príncipe de Condé lo ha "perdido" en un juego de cartas con el rey. Aunque Condé considera a Vatel un amigo y era reacio a dejarlo ir, se encontró presionado por el séquito del rey y el entusiasmo del rey por tener a Vatel trabajando para él (así como su deseo de ser comandante del ejército una vez más) y ahora tiene que cumplir su promesa; comunica a Vatel a través de un sirviente que tendrá que ir con el rey a Versalles como parte de la Corte Real. Desalentado con la noticia, Vatel se niega a dejar a su gente (los sirvientes del Château) e ir a trabajar para el rey. 
Poco después, Vatel se suicida arrojándose sobre su espada. Sin embargo, el rey es informado por los propios miembros de su corte que Vatel se suicidó porque el asado no era suficiente para alimentar a varios invitados inesperados, las nubes opacaron el espectáculo de fuegos artificiales y le faltaba confianza pensando que no habría suficiente pescado para la comida de la mañana. Esta explicación complace mucho al rey. Anne de Montausier está desconsolada al escuchar la noticia, pero sabe que no debe hablar de ello. Ella deja la corte en silencio, y nadie vuelve a oír hablar de ella y Vatel.

## Reparto
- Gérard Depardieu como François Vatel.
- Uma Thurman como Anne de Montausier.
- Tim Roth  como Marqués de Lauzun.
- Timothy Spall como Gourville.
- Julian Glover como Príncipe de Condé.
- Julian Sands como Luis XIV de Francia.
- Murray Lachlan Young como Felipe I de Orleans.
- Hywel Bennett como Jean-Baptiste Colbert.
- Richard Griffiths como Dr. Bourdelot
- Arielle Dombasle como Princesa de Condé Claire-Clémence de Maillé-Brézé.
- Marina Delterme como Françoise-Athénaïs.
- Philippine Leroy-Beaulieu como duquesa de Longueville.
- Jérôme Pradon como Marqués d'Effiat.
- Féodor Atkine como Alcalet.
- Nathalie Cerda como María Teresa de España.
- Emilie Ohana como Louise de la Vallière.
- Sébastien Davis como Demaury.
- Natacha Koutchoumov como siervo de Anne de Montausier.